# Pedroche
Pedroche er en by og kommune i det sydlige Spanien i provinsen Córdoba. Den har et indbyggertal på 1.456 (2024) indbyggere.